# Johann VII. (Nassau-Siegen)

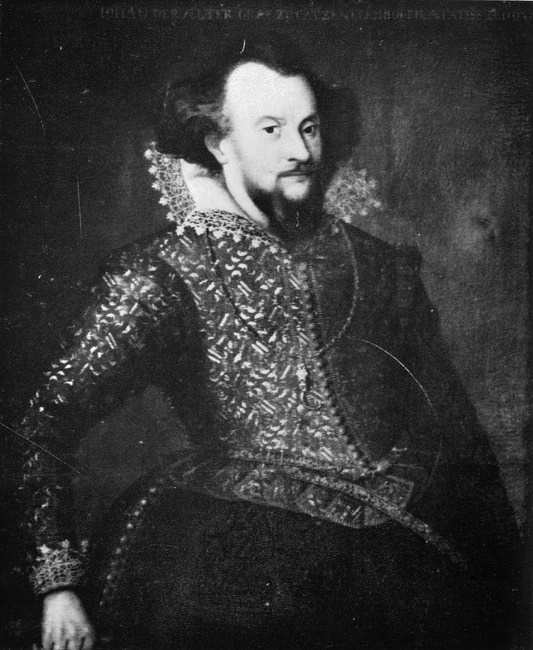
Graf Johann VII. von Nassau-Siegen, 1611, Oberes Schloss (Siegen)

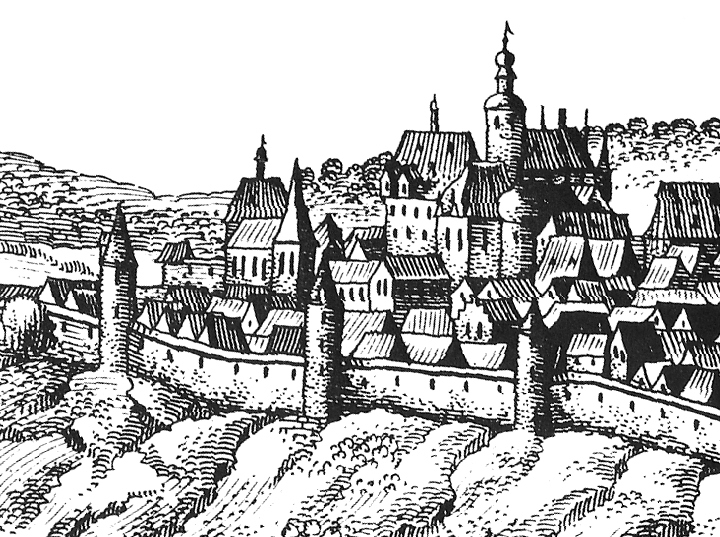
Siegen und das Obere Schloss (um 1600)

Johann VII. von Nassau-Siegen, auch Johann der Mittlere, (* 7. Juni 1561 im Oberen Schloss in Siegen; † 27. September 1623 ebenda) war Graf von Nassau-Siegen. Seine Regierungszeit währte von 1607 bis 1623.

## Leben
Johann VII. war der zweite Sohn des Grafen Johann VI. von Nassau-Dillenburg (* 1536; † 1606) und dessen Ehefrau Elisabeth geb. von Leuchtenberg (* 1536/37; † 1579), Tochter des Landgrafen Georg III. von Leuchtenberg.
Als nachgeborener Sohn war er für eine militärische Laufbahn ausersehen. Er studierte an der Universität Heidelberg und begab sich anschließend auf eine Kavalierstour nach Italien, Frankreich und in die Niederlande. Johann heiratete am 9. Dezember 1581 im Schloss Dillenburg, dem Stammsitz der Ottonischen Linie des Hauses Nassau, Magdalena von Waldeck (* 1558; † 1599), Tochter des Grafen Philipp IV. von Waldeck und Witwe des Grafen Philipp Ludwig I. von Hanau-Münzenberg. Nach dem Tode seiner ersten Frau heiratete er am 27. August 1603 Prinzessin Margarethe von Schleswig-Holstein-Sonderburg (* 1583; † 1638), Tochter des Herzogs Johann von Schleswig-Holstein-Sonderburg und Nichte des dänischen Königs.

### Militärische Leistungen
Zusammen mit seinem Vater führte er eine Militärreform in Nassau durch, die Landesdefension, und später in den Niederlanden, die Oranische Heeresreform. Diese beinhalteten unter anderem die allgemeine Wehrpflicht, eine neue Schlachtordnung, eine neue Führungsstruktur, einheitliche Bewaffnung und Uniformierung der Truppen. Dies alles war damals völlig neu. Graf Johann VII. gilt als Verfasser des 1594/95 erschienenen Verteidigungsbuch für die Grafschaft Nassau. Die Schrift regelte die grundsätzlichen Bedingungen des neuen Milizsystems. In Siegen gründete er 1616 die Kriegsschule im Zeughaus des Oberen Schlosses, wahrscheinlich die älteste Militärakademie der Welt.

### Erbteilung

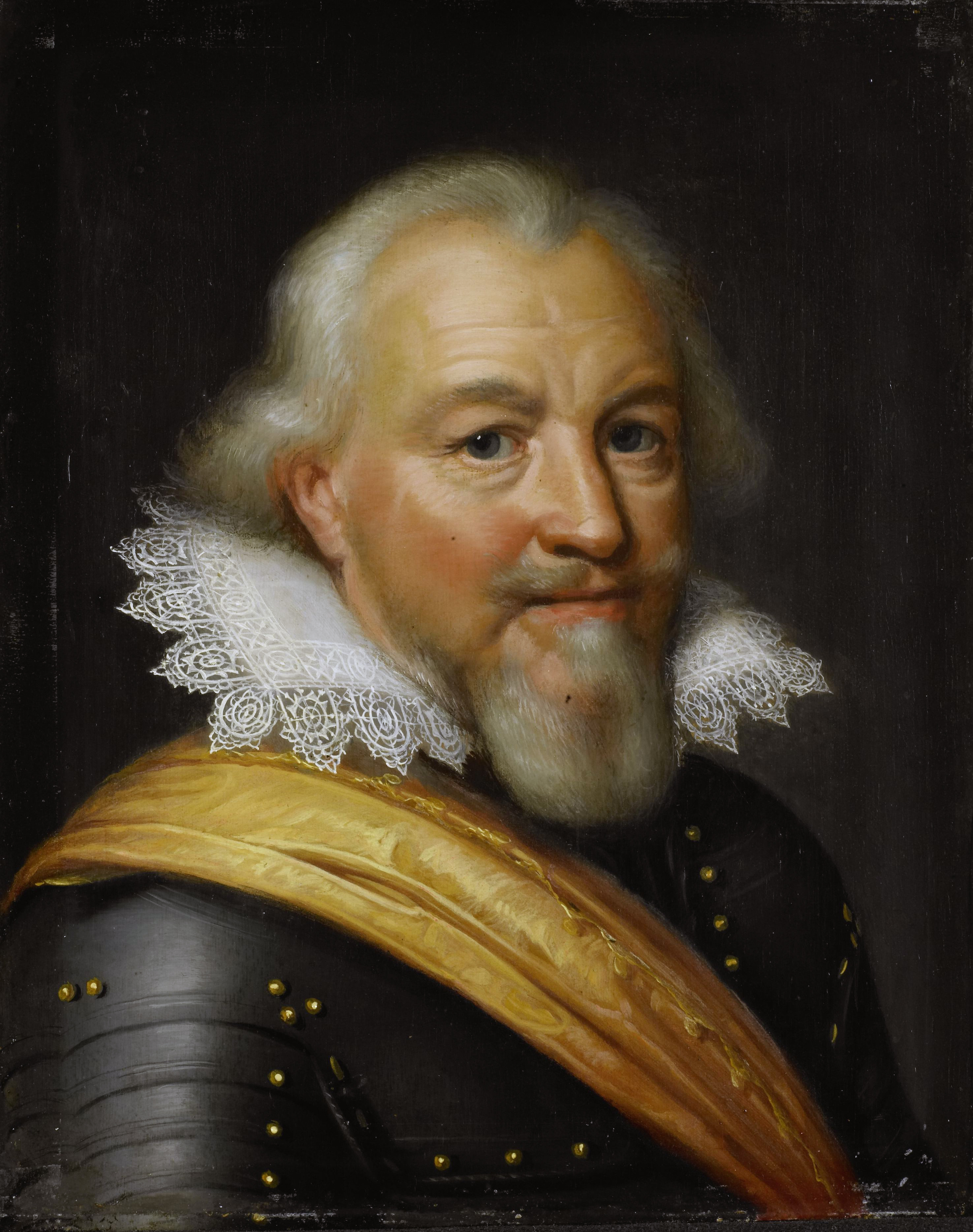
Jan Anthoniszoon van Ravesteyn zugeschrieben: Johann VII. von Nassau-Siegen (um 1610–20)

Johann VII. wurde bei der mit seinen Brüdern nach des Vaters Tode vorgenommenen Erbteilung im Jahr 1607 das Land Siegen mit der Residenz in der Stadt Siegen zugesprochen, wodurch er zum Begründer des Hauses Nassau-Siegen wurde. Johann VII. wohnte dort im Oberen Schloss, das Untere Schloss, ursprünglich ein Franziskanerkloster, ließ er für seine Frau als Witwensitz umbauen.
Der 1607 als Nachfolger bestimmte Sohn Johann VIII. der Jüngere trat 1612 in Rom zur römisch-katholischen Kirche über. 1621 verfügte Johann VII. deswegen eine Teilung seines Landes in drei Stammteile, um das reformierte Bekenntnis zu erhalten. Johann VIII. nutzte jedoch die Situation des Dreißigjährigen Krieges, um die gesamte Grafschaft Nassau-Siegen zu besetzen und erwirkte ein kaiserliches Mandat, um dies zu legalisieren.
Siehe auch: Erbstreit um Nassau-Siegen (1623–1648)

### Gesundheitswesen
Die Grafen Johann VII. und Georg von Nassau-Beilstein vereinbarten am 5. April 1615 nach jahrelangem Streit zwischen den Häusern Nassau und Wied-Runkel im Namen sämtlicher nassauischen Herrscher mit dem Grafen Hermann von Runkel, dass die Liegenschaften des Klosters Beselich als Hospital unter Direktion der Grafen von Nassau dienen sollen. Damit war dort das inzwischen schwierig gewordene Klosterleben endgültig beendet. Der erforderliche Hospitalbau entstand als Landkrankenhaus im Jahr 1618.

### Tod
Graf Johann VII. starb im Alter von 62 Jahren in Siegen. Seine letzte Ruhestätte befindet sich in der Siegener Fürstengruft neben dem Grabmal von Johann Moritz.

## Nachkommen
Johann VII. brachte es auf die stattliche Zahl von 25 Nachkommen; vierzehn Söhne und elf Töchter aus seinen beiden Ehen. Aus seiner am 9. Dezember 1581 mit Magdalena von Waldeck (* 1558; † 1599) geschlossenen Ehe gingen folgende zwölf Kinder hervor:
- Johann Ernst (* 21. Oktober 1582; † 16./17. September 1617 in Udine, gefallen), Venezianischer General im Friauler Krieg
- Johann VIII. (* 1583; † 1638), der Jüngere
- Elisabeth (* 1584; † 1661), ⚭ 1604 Graf Christian von Waldeck (* 1585; † 1637)
- Adolf (* 1586; † 7. November 1608 in Xanten, gefallen)
- Juliane (* 1587; † 1643), ⚭ 1603 Landgraf Moritz von Hessen-Kassel (* 1572; † 1632)
- Anna Maria (* 1589; † 1620), ⚭ 1611 Graf Johann Adolf von Daun-Falkenstein (* 1582; † 1623)
- Johann Albrecht (* 1590; † 1593)
- Wilhelm (* 13. August 1592; † 17. Juli 1642), ⚭ 1619 Gräfin Christine zu Erbach (* 1596; † 1646)
- Anna Johanna (* 1594; † 1636), ⚭ 1619 Johan Wolfert van Brederode (* 1599; † 1655)
- Friedrich Ludwig (* 1595; † 1600)
- Magdalena (* 23. Februar 1596; † 6. Dezember 1662), ⚭ I) August 1631 Freiherr Bernhard Moritz von Oeynhausen (* 1602; † 1632), ⚭ II) 25. August 1642 Freiherr Philipp Wilhelm von Innhausen und Knyphausen (* 1591; † 1652)
- Johann Friedrich (* 1597; † 1597)

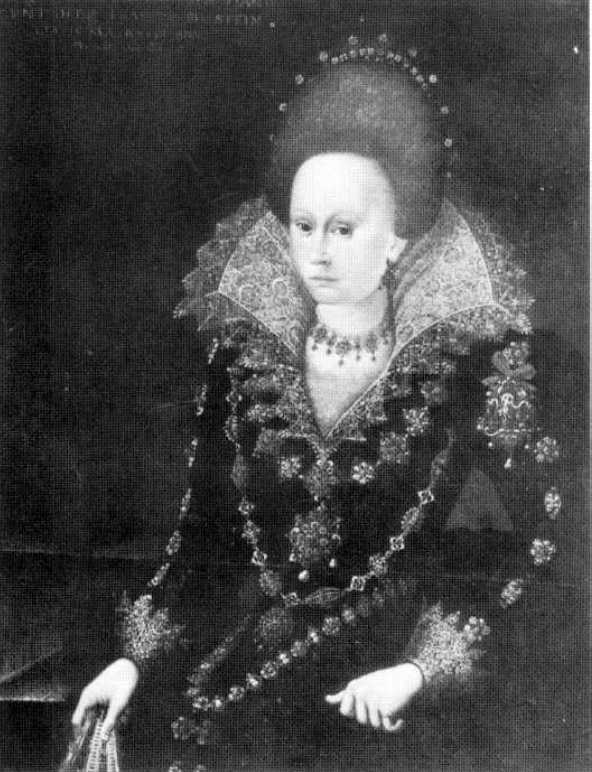
Margarethe von Schleswig-Holstein-Sonderburg

Aus seiner zweiten Ehe, die er am 27. August 1603 mit Margarethe von Schleswig-Holstein-Sonderburg (* 1583; † 1638), einer Tochter von Herzog Johann, dem Bruder des dänischen Königs Friedrich II., geschlossen hatte, gingen folgende dreizehn Kinder hervor:
- Johann Moritz (* 1604; † 1679), gen. der Brasilianer, niederländischer Feldmarschall, Herrenmeister des Johanniterordens der Ballei Brandenburg
- Georg Friedrich (* 1606; † 1674)
- Wilhelm Otto (* 23. Juni 1607; † 14. August 1641 in Wolfenbüttel, gefallen)
- Louise Christina (1608–1685), ⚭ 1627 Philippe-François de Watteville, Marquis de Conflans (* 1605; † 1636)
- Sophia Margaretha (1610–1665), ⚭ 1656 Graf Georg Ernst von Limburg-Styrum (* 1593; † 1661)
- Heinrich (* 1611; † 1652)
- Marie Juliane (1612–1665), ⚭ 1637 Herzog Franz Heinrich von Sachsen-Lauenburg (* 1604; † 1658)
- Amalie (1613–1669), ⚭ I) 23. April 1636 Hermann von Wrangel (* 1587; † 1643), ⚭ II) 27. März 1649 Pfalzgraf Christian August von Sulzbach (* 1622; † 1708)
- Bernhard (* 1614; † 1617)
- Christian (* 16. Juli 1616; † 11. April 1644 in Düren, gefallen) ⚭ Anna Barbara Quad von Landskron
- Catharina (* 1617; † 1645)
- Johann Ernst II. (* 1618; † 1639)
- Elisabeth Juliana (* 1620; † 1665), ⚭ 1647 Graf Bernhard von Sayn-Wittgenstein-Berleburg (* 1620; † 1675)